# Frankétienne
Frankétienne (pseudonimul lui Franck Étienne, n. 12 aprilie 1936, Ravine-Sèche⁠(d), Saint-Marc Arrondissement⁠(d), Artibonite⁠(d), Haiti – d. 20 februarie 2025, Delmas, Haiti) a fost un scriitor, poet, dramaturg, muzician și pictor din Haiti. El a scris atât în limba franceză cât și în limba creolă haitiană. Tablourile sale sunt cunoscute ca fiind abstracte.

## Opere alese
- Au Fil du Temps - compilație de poeme
- Ultravocal - roman
- Pèlin Tèt - piesă de teatru (scrisă în limba creolă haitiană)
- Dézafi - roman (primul roman scris în limba creolă haitiană)[5]
- Mûr à Crever - roman
- Les Affres d'un Défi - roman